# Mellotron

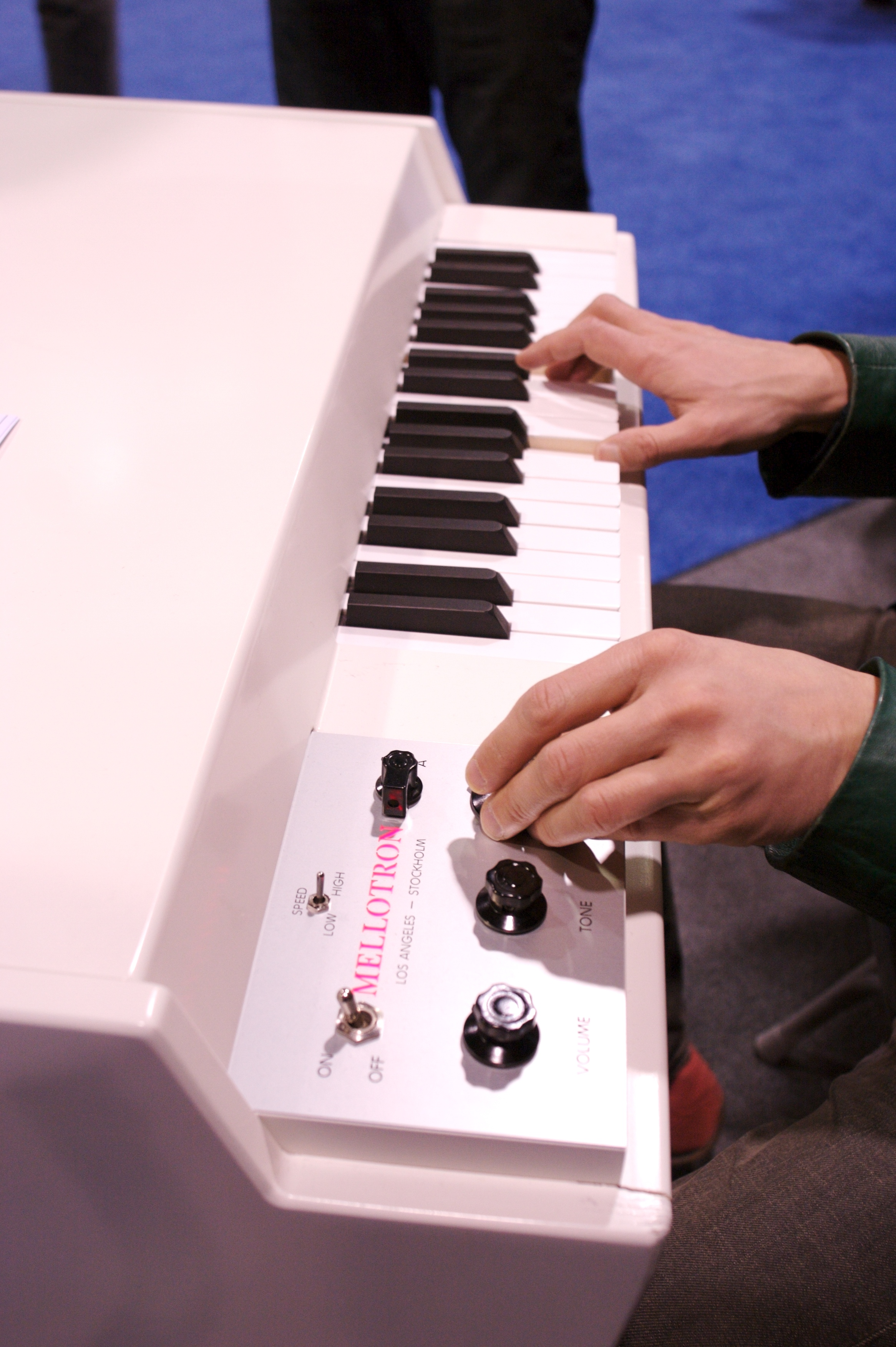
Un mellotron

Le mellotron est un instrument de musique polyphonique à clavier qui produit des sons préalablement enregistrés sur des bandes magnétiques. Il est largement utilisé dans les années 1960 et 1970, notamment par les formations de rock progressif.

## Fonctionnement
Le mellotron est un instrument analogique qui génère ses sonorités à partir d'enregistrements sur bandes : chaque note du clavier contrôle directement la lecture d’une petite bande magnétique contenant l’enregistrement à restituer. Il fonctionne de manière similaire à un échantillonneur, à la différence qu'il ne permet pas de capturer ses propres sons et qu'il n'a pas non plus la possibilité de modifier les sons (cf. bouclage, transposition, mise à l'envers, etc.). C’est un instrument entièrement polyphonique car chaque touche du clavier actionne sa propre bande. L’échantillon préenregistré est linéaire (la note n’est pas jouée en boucle), et dure environ 8 secondes. Sur les modèles les plus anciens, les banques sonores sont intégrées dans l’appareil et ne sont pas changeables. Le modèle M400, simplifié, utilise des racks interchangeables contenant 35 bandes magnétiques (largeur 3/8 de pouce), ce qui permet d’étendre considérablement le registre des sonorités, comme sur un échantillonneur numérique.
|  | Chaque touche (1) est montée sur une tige qui contrôle, par l’intermédiaire de vis de réglage, un patin de feutre (2) et un galet presseur (3) destinés à appuyer sur la bande magnétique (représentée en rouge sur les schémas). Le mellotron dispose d’un seul arbre de cabestan (5), qui est transversal à toutes les bandes magnétiques. Cet arbre est en rotation permanente à une vitesse constante. |
|  | Lorsqu’on presse une touche (1), le galet (4) correspondant vient pincer la bande associée sur le cabestan (6), qui l’entraîne par friction. Simultanément, le patin de feutre (3) plaque la bande contre la tête de lecture (5), ce qui permet la restitution du son préenregistré. La bande se déroule, le mou se repliant en accordéon dans un réceptacle (7) : soit jusqu’à ce que le musicien relâche la touche, soit jusqu’à arriver en bout de bande. Lorsque la touche est relâchée, le patin et le galet se relèvent, libérant un système de double poulie (8), mû par un ressort (9) ; ce mécanisme repositionne très rapidement la bande pour la prochaine note. |

## Histoire

### Origines
Le mellotron est apparu au début des années 1960. Il est issu d’un instrument similaire, le chamberlin, créé par Harry Chamberlin en 1948. Bill Fransen, un agent commercial de Chamberlin, se rend en Angleterre en 1962 pour trouver un fabricant capable de produire 70 têtes de lecture magnétique pour les futurs chamberlins. La société Bradmatic Ltd de Birmingham (dirigée par les frères Les, Frank et Norman Bradley) décide de reprendre l’idée de Chamberlin à son compte, en la modifiant et l’améliorant. Après quelques disputes concernant la paternité de cette invention, un arrangement est trouvé entre les deux compagnies.

### Mark I & II
Le nouvel instrument, baptisé mellotron (de MELOdy et elecTRONics avec l'ajout d'un L), voit le jour en 1963. Le premier mellotron est le modèle Mark I, dont 55 exemplaires sont produits cette année-là. Équipé de deux claviers de 35 notes côte à côte, il ressemble à un orgue électronique. Le clavier inférieur  destiné à l’accompagnement, produit des sons de basse ou des rythmiques. La partie supérieure offre six banques de trois sons différents, chaque bande magnétique possède trois pistes enregistrées. On trouve ainsi des sons de violons, de flûtes, de cuivres, etc.
La commercialisation du modèle Mark II est proposée en 1964. Il est similaire et sa fabrication dure jusqu’en 1968 (environ 250 exemplaires produits).
Une version spéciale, la FX console, ne comporte pas de sons instrumentaux mais est capable de reproduire 1260 effets spéciaux sonores, enregistrés par la BBC. Une soixantaine de machines de ce type sont produites jusqu’en 1970, essentiellement destinées aux stations de radio et de télévision.

### M300
Le successeur du Mark II est le modèle M300, apparu en 1968. Il est équipé d’un unique clavier de 52 touches, dont les notes qui se trouvent à gauche du clavier permettent de reproduire des rythmiques (samba, valse, etc.). La banque de sons est renouvelée, incorporant des sons de piano, de clavecin, d’orgues électroniques, de clarinette, de trombone, etc. Cependant, une baisse des coûts de production entraîne des problèmes d’utilisation (pas de possibilité de s’accorder, mauvaise qualité des guides de bandes…). Environ 60 exemplaires sont produits.

### M400
En 1970, Mellotronics commence à produire le modèle M400, qui reste le modèle le plus populaire de la marque. Pour faciliter le transport de l’instrument, son poids est réduit à 55 kg et le système complexe destiné à gérer les banques de sons est simplifié. Ce nouveau modèle est équipé de racks interchangeables dont chaque bande magnétique offre trois sons différents. La section des boucles rythmiques est supprimée, le M400 devient ainsi un instrument à clavier polyphonique standard. Des nouveaux sons sont proposés, dont les fameux chœurs à huit voix. Mellotronics offre la possibilité de leur envoyer ses propres enregistrements musicaux pour qu’ils soient intégrés dans un rack M400. Il existe également une option qui permet d’enregistrer soi-même des bandes magnétiques standard (deux pistes d’un quart de pouce), et de les faire jouer par le mellotron mais cette manipulation nécessite un kit d’adaptation des guides de bande.
Le modèle M400 connaît un grand succès, notamment auprès des groupes de rock progressif des années 1970. L’entreprise en fabrique environ 2 000 exemplaires jusqu’en 1986 (dont une centaine sous la marque Novatron). À cette époque la fabrication du mellotron est abandonnée, l’instrument devient obsolète à côté des échantillonneurs numériques qui gagnent le marché. La société Streetly Electronics assure toujours un support technique auprès des possesseurs de mellotrons et David keans, avec son entreprise Mellotron Archives, fabrique un nouveau modèle en 1999,  le Mark VI.

## Utilisation musicale

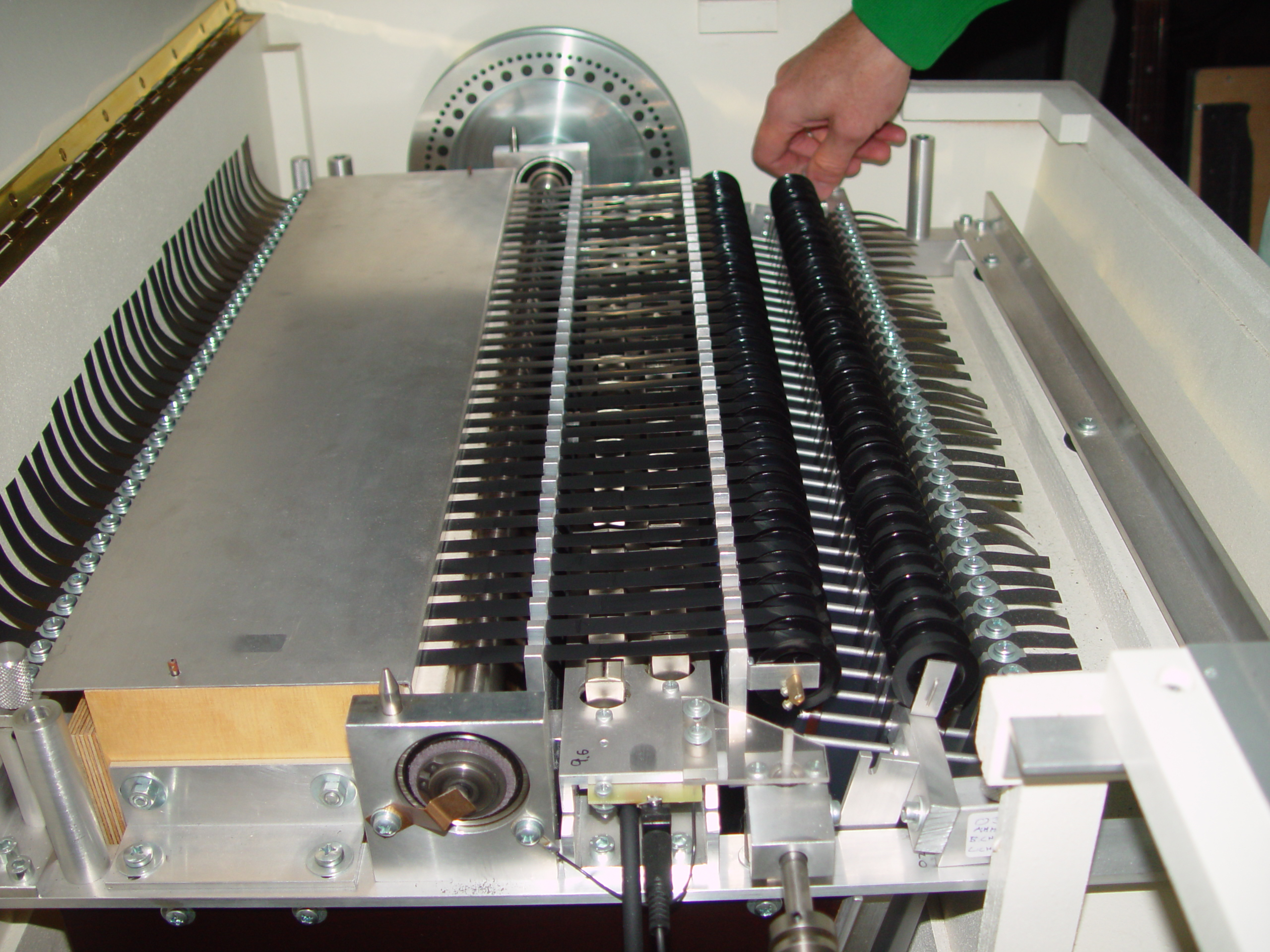
Changement de la cartouche des bandes magnétiques d'un mellotron

En offrant une riche palette sonore dans un seul instrument, le mellotron connaît un certain succès auprès des groupes des années 1960 (Graham Bond est le premier à l'utiliser en Angleterre dès 1963). Mais le mellotron s’impose à la fin de cette décennie auprès des groupes rock. Au sein du groupe The Beatles, Paul McCartney compose, fin 1966, l'introduction de la chanson de John Lennon Strawberry Fields Forever sur un mellotron. À ce propos, il raconte :  « Comme je pensais que le Syndicat des musiciens ne laisserait pas passer ça, on n'en a pas parlé en public, on l'a seulement fait venir pour les séances. Il avait ce qu'on appelle encore aujourd'hui des échantillons de flûte, qui sont en fait des bandes qu'on passe et puis qu'on rembobine. Sur chaque bande, on disposait de onze secondes qui pouvaient être jouées dans tous les tons. »
Les Moody Blues sont quant à eux les premiers à l'utiliser de manière systématique. Dans le style musical rock progressif, des groupes comme King Crimson, Yes et Genesis en font usage, apportant un son orchestral à leur musique déjà très élaborée. Notons toutefois que son coût élevé (5 200 $ en 1973) a réservé son usage aux plus fortunés. Il est important de préciser que le mellotron est fragile, ce qui le rend difficile à utiliser lors d’une tournée. Son transport a tendance à dérégler l’alignement des têtes, et des ruptures de bandes ne sont pas exceptionnelles. Certains groupes des années 1970 emportent deux mellotrons lors de leurs tournées pour ne pas risquer de tomber en panne. Si le mellotron a presque disparu à la fin des années 1980, avec l’arrivée des échantillonneurs numériques, il fait un retour remarqué à partir des années 1990 et des groupes comme Radiohead ou, plus récemment Pearl Jam (album Riot Act de 2002), Spock's Beard et le groupe suédois The Flower Kings l’utilisent.

### Liste non exhaustive

#### De 1960 à 1989
- Graham Bond : les titres Lease on Love et My Heart's in Little Pieces - 45 tours Sp Columbia (1965) + sur l'album Colombia/EMI There's a Bond Between Us, les titres Who's Afraid of Virginia Woolf, Hear Me Calling Your Name, Walkin' in the Park, Last Night, Baby Can it Be True?, Dick's Instrumental, Don't Let Go (1965) sur l'album Colombia/EMI : The Sound of '65 (en) (1965)
- The Beatles : les titres Flying et Strawberry Fields Forever (1967)
- The Beach Boys : les titres Country Air (1968), Add Some Music to Your Day et Forever (1970) joués au Chamberlin
- The Rolling Stones : albums Their Satanic Majesties Request (1967) et Beggars Banquet (1968)
- The Kinks : album The Kinks Are the Village Green Preservation Society (1968)
- Small Faces : albums Small faces (1967) et Ogdens' Nut Gone Flake (1968)
- The Pretty Things : albums S.F. Sorrow (1968) et Parachute (1970)
- Traffic : album Mr. Fantasy (1967)
- The Zombies : Odessey and Oracle (1968)
- Bee Gees : 1st (1967), Horizontal (1968), Idea (1968), Odessa (1969)
- King Crimson : In the Court of the Crimson King (1969), In the Wake of Poseidon (1970), Lizard (1970), Islands (1971), Larks' Tongues in Aspic (1973), Starless and Bible Black (1974), Red (1975), USA (1975) et THRAK (1995)
- Pink Floyd : albums A Saucerful of secrets (1968), Ummagumma (1969) et Atom Heart Mother (1970)
- Emerson, Lake and Palmer : album Trilogy sur Abaddon's Bolero (1971)
- The Moody Blues : notamment leurs sept premiers albums concepts, de Days of Future Passed (1967) à Seventh Sojourn (1972)
- Deep Purple : les titres Anthem, “A” 200 et Soldier of fortune
- Jethro Tull : les titres Witches Promise, Cross-Eyed Mary et Cup of Wonder
- Van der Graaf Generator : albums Pawn Hearts (1971) , Still Life (1976) , et World Record (1976)
- Marvin Gaye : Mercy Mercy Me (The Ecology)
- David Bowie : albums Space Oddity - joué ici par Rick Wakeman (1969) à Scary Monsters (and Super Creeps) (1980) , sauf The Man Who Sold the world, The Rise and Fall of Ziggy Stardust and the Spiders from Mars, Pin Ups et Young Americans
- ABBA : albums Ring Ring (1973) et Waterloo (1974)
- Electric Light Orchestra : les albums Live at Winterland '76, Live at Wembley '78 et Live at the BBC
- Elton John : Les albums Goodbye Yellow Brick Road (1973) et Captain Fantastic and the Brown Dirt Cowboy (1975)
- Barclay James Harvest : albums Barclay James Harvest (1970) à XII (1978)
- Ekseption : albums Ekseption (1969) à Trinity (1973) et Ekseption '78 (1978)
- Amon Düül II : albums Pyragony X (1976) et Almost Alive... (1977)
- Caravan : album In the Land of Grey and Pink (1971)
- Gentle Giant : albums Gentle Giant (1970) à Octopus (1972)
- Yes : albums Fragile (1971) à Drama (1980)
- Rick Wakeman : The Six Wives of Henry VIII (1973), Journey to the Center of the Earth (1974) et The Myths and Legends of King Arthur and the Knights of the Round Table (1975)
- Genesis : albums Trespass (1970) à ...And Then There Were Three... (1978)
- Strawbs : notamment les albums From the Witchwood, Grave New World (1972) , Bursting at the Seams (1973) et Hero & Heroine (1974)
- Uriah Heep : notamment l'album Very 'eavy... Very 'umble (1970)
- Led Zeppelin : arrangements de flûtes sur Stairway to Heaven en version live, Kashmir, The Rain Song
- Black Sabbath : albums Vol. 4 (1972) à Technical Ecstasy (1976) et Live Evil (1982) , Live at Hammersmith Odeon (2007)
- Aerosmith : les titres Dream On, Angel , The Movie et Cryin'
- Lynyrd Skynyrd : album (pronounced 'lĕh-'nérd 'skin-'nérd) (1973)
- Captain Beefheart : album Doc at the Radar Station (1980)
- Camel : albums Camel (1973) , Mirage (1974) , Moonmadness (1976) et The Single Factor (1982)
- Kayak : albums See See The Sun (1973) à Starlight Dancer (1977)
- Goblin : les bandes originales des films Suspiria (1977) et Zombie (1978)
- Harmonium : Si on avait besoin d'une cinquième saison (1975), L'Heptade (1976) - Serge Locat
- Pavlov's Dog : albums Pampered Menial (1975) , At the Sound of the Bell (1976) , Third (1977) et Has Anyone Seen Siegfried ? (2007)
- Roxy Music : albums Roxy Music (1972) à Viva! (1976)
- Split Enz : albums Mental Notes (1975) à Frenzy (1979)
- Klaus Schulze : albums studio de Body Love (1977) à Dig It (1980)
- Rush : album 2112 (album) et Snakes & Arrows (2007)
- Tangerine Dream : albums Atem (1973) à Tangram (1980)
- Edgar Froese : albums Aqua (1974) à Ages (1978)
- Magma : album Attahk (1978)
- Ange : album Guet-Apens (1978)
- Jean-Michel Jarre : albums Oxygène (1977) et Equinoxe (1978)
- Daniel Balavoine : album Le Chanteur (1978)
- OMD : albums Architecture & Morality (1981) et Dazzle Ships (1983)
- Talk Talk : album The Colour of Spring (1986)
- IQ : albums Tales From the Lush Attic (1983) à Nomzamo (1987) , J'Ai Polette D'Arnu (1991) et The Lost Attic (1999)
- XTC : albums Mummer (1983), The Big Express (1984) , Skylarking (1986) et Apple Venus Volume 1 (1999)
- The Dukes of Stratosphear : albums 25 O'Clock (1985) et Psonic Psunspot (1987)
- Pulsar : The Strands of the Future (1975)
- Manfred Mann's Earth Band : sur plusieurs albums des années 1970 dont Solar Fire (1973)
- Morse Code : groupe québécois avec Christian Simard aux claviers, albums La Marche des hommes  (1975) à D'un autre monde (1995).

#### Depuis 1990
- Elvis Costello : les albums Spike (1989) , Mighty Like a Rose (1991) et Brutal Youth (1994) joués au Chamberlin
- Paul Weller : notamment les albums Wild wood (1993) et 22 Dreams (2008)
- The Musical Box (groupe Hommage à Genesis): dans ses spectacles depuis 1993
- Julian Cope : notamment les albums Julian Cope Presents 20 Mothers (1995) , Interpreter (1996) et Rome Wasn't Burned in a Day (2003)
- Muse : album Showbiz (1999)
- Radiohead : album OK Computer (1997)
- Archive : album Lights (2006)
- Primal Scream : album XTRMNTR (2000)
- Belle and Sebastian : notamment l'album Fold Your Hands Child, You Walk Like a Peasant (2000)
- Pulp : albums Different Class (1995), This Is Hardcore (1998) et We Love Life (2001)
- Oasis : tous les albums studio sauf Definitely Maybe et Be Here Now
- The Kooks : Hugh Harris utilise un mellotron sur l'album Shine on (2008)
- Ratatat : album LP3 (2008)
- a-ha : albums Minor Earth Major Sky (2000) et Analogue (2005)
- Anekdoten : tous les albums
- Anglagard ; tous les albums
- Morte Macabre : album Symphonic Holocaust (1998)
- Paatos : tous les albums
- Rick Wakeman : album Retro et Retro II (2007) enregistrés avec les instruments vintage utilisés sur les albums de Yes dans les années 1970
- The Watch : tous les albums sauf Ghost
- The Mars Volta : albums De-Loused in the Comatorium (2003) , Frances The Mute (2005) et Octahedron (2009)
- Bigelf : tous les albums
- Lenny Kravitz : albums Mama Said (1991) à It Is Time for a Love Revolution (2008) , sauf Lenny
- Red Hot Chili Peppers : albums Mother's Milk (1989) à Stadium Arcadium (2006)
- Marilyn Manson : albums Antichrist Superstar (1996) , Mechanical Animals (1998) , Holy Wood (In the Shadow of the Valley of Death) (2000) et The Golden Age of Grotesque (2003)
- Smashing Pumpkins : albums Siamese Dream (1993) à MACHINA/The Machines of God (2000)
- Pearl Jam : W.M.A. et Bugs
- Counting Crows : tous les albums studio sauf August and Everything After
- Tom Waits : albums Franks Wild Years (1987) à Orphans: Brawlers, Bawlers & Bastards (2006) , sauf Big Time
- Jon Brion : albums Meaningless (2001) , Eternal Sunshine of the Spotless Mind (2004) et J'adore Huckabees (2004)
- Aimee Mann : tous les albums studio (joués au Chamberlin) sauf @#%&*! Smilers
- Tori Amos : Upside Down, Cloud on My Tongue, et Dragon
- Fiona Apple : albums Tidal (1996) , When the Pawn (1999) et  Extraordinary Machine (2005)
- Michael Penn : albums March (1989) à Mr. Hollywood Jr., 1947 (2005)
- Johnny Cash : albums Unchained (1996) , American IV: The Man Comes Around (2002) et les posthumes Unearthed (2003) et American V: A Hundred Highways (2006) (tous joués au Chamberlin)
- Joseph Arthur : albums Big City Secrets (1997) et Redemption's Son (2002)
- Elliott Smith : albums XO (1998) , Figure 8 (2000) et From a Basement on the Hill (2004) joués au Chamberlin
- Arcade Fire : album The Suburbs (2010)
- The Strokes: Ask Me Anything, 80's Comedown Machine
- Afghan Whigs : Brother Woodrow/Closing Prayer
- Dinosaur Jr: Water, Thumb et Outta Hand
- Sparklehorse : albums Vivadixiesubmarinetransmissionplot (1996) , It's a Wonderful Life (2001) et Dreamt for Light Years in the Belly of a Mountain (2006)
- Eels : albums Beautiful Freak (1996) à Souljacker (2001) et Blinking Lights and Other Revelations (2005)
- Air : albums Moon Safari (1998) et The Virgin Suicides (2000)
- Grandaddy : albums Under the Western Freeway (1997) et The Sophtware Slump (2000)
- The Flaming Lips : albums The Soft Bulletin (1999) , Yoshimi Battles the Pink Robots (2002) et  At War With the Mystics (2006)
- Louis Bertignac : J'ai pas l'Temps, album Quelqu'un m'a dit de Carla Bruni
- Alain Bashung : Sur un Trapèze
- Incubus : album Light Grenades (2006)
- Scars on Broadway : album Scars on Broadway (2008)
- Steven Wilson : albums Insurgentes (2008) et The Raven That Refused to Sing (And Other Stories) (2013)
- Justice : album Audio, Video, Disco (2011)
- Opeth : albums Damnation (2003) à Watershed (2008)
- Tara Busch : Pilfershire Lane (2013)[3]
- Jean-Michel Jarre : album Oxygène 3 (2016)